# Macroglossus
Macroglossus (F.Cuvier, 1824) è un genere di pipistrello della famiglia degli Pteropodidi.

## Descrizione

### Dimensioni
Al genere Macroglossus appartengono pipistrelli di medie dimensioni con la lunghezza dell'avambraccio tra 45 mm di M.minimus e 50,9 mm di M.sobrinus e un peso fino a 28 g.

### Caratteristiche craniche e dentarie
Il cranio presenta una curvatura più accentuata rispetto ai generi affini e le ossa pre-mascellari solidamente saldate al rostro, il quale è lungo e assottigliato.
Sono caratterizzati dalla seguente formula dentaria:

### Aspetto
Il muso è allungato e sottile, la lingua è lunga, estensibile e ricoperta in punta di papille filiformi. Le orecchie sono grandi e rotonde. La coda è rudimentale o assente, le vertebre caudali solitamente sono due o tre. Il calcar è presente, mentre l'uropatagio consiste in una sottile membrana che si estende lungo gli arti inferiori. Le membrane alari sono attaccate posteriormente al quarto dito del piede. Le due specie si differenziano dalle dimensioni, dall'estensione del solco longitudinale tra le narici e dallo sviluppo della mandibola oltre gli incisivi.

## Distribuzione
Il genere è diffuso nel Subcontinente indiano, nell'Ecozona orientale e nell'Ecozona australasiana.

## Tassonomia
Il genere comprende due specie.
- Macroglossus minimus
- Macroglossus sobrinus